# ヤマモモ科
ヤマモモ科（ヤマモモか、学名：Myricaceae）は、植物の分類群の1つで、4属40種ほどからなる。アフリカ北部を除き世界的に分布する。

## 特徴
すべて木本で、花には花被がなく普通は単性花で、雌雄異株のものが多く、多くは放線菌の1種フランキアと共生する。日本にはヤマモモのほか、中部地方以北の湿地に落葉高木のヤチヤナギ Myrica gale var. tomentosa が分布する。近縁のセイヨウヤチヤナギ M. gale var. gale（英語: Sweet gale、Bog-myrtle）は葉に芳香がありリキュールの材料として用いられる。 